# マイク・トゥニセン
マイク・トゥニセン(Mike Teunissen 1992年8月25日 - ) はオランダ、イッセルスタイン出身の自転車競技選手。 ファーストネームは「ミケ」とも表記される。またラストネームは「テウニッセン」「トゥーニッセン」などとも表記される。

## 主な戦績

### ロードレース
2014
パリ〜ルーベエスポワール 優勝
パリ〜ツールエスポワール 優勝
Rabo Baronie Breda Classic 優勝
オランダ選手権個人タイムトライアルU-23 2位
2015
ツール・ド・ラン 区間1勝（プロローグ）
プルデンシャル・ライドロンドン＝サリー・クラシック 2位
パリ〜ツール 9位
2016
ドワルス・ドール・フラーンデレン 9位
2017
パリ〜ツール 9位
2018
ドワルス・ドール・フラーンデレン 2位
2019
 ダンケルク四日間レース 総合優勝
 ポイント賞
区間2勝 (第5、第6ステージ)
 ZLMツアー 総合優勝
ツール・ド・フランス
区間2勝 (第1ステージ、第2ステージ・チームタイムトライアル)
パリ〜ルーベ 7位
デ・パンネ3日間 10位
2021
ツアー・オブ・ノルウェー 総合3位
 ポイント賞
デンマーク・ルント 総合3位
2022
ブエルタ・ア・エスパーニャ
区間1勝 (第1ステージ・チームタイムトライアル)
 マイヨ・ロホ獲得（第2ステージ）
2023
ツアー・オブ・ノルウェー 区間優勝（第1ステージ）
レネウィ・ツアー 区間優勝（第3ステージ）

#### グランツールの総合成績
| グランツール               | 2015 | 2016 | 2017 | 2018 | 2019 | 2020 | 2021 | 2022 | 2023 |
| -------------------------- | ---- | ---- | ---- | ---- | ---- | ---- | ---- | ---- | ---- |
| ジロ・デ・イタリア         | —    | —    | —    | —    | —    | —    | —    | —    | —    |
| ツール・ド・フランス       | —    | —    | 129  | —    | 101  | —    | 76   | —    | 103  |
| ブエルタ・ア・エスパーニャ | 104  | —    | —    | 109  | —    | —    | —    | 91   | —    |

### シクロクロス
2010–2011
 世界選手権U-23 2位
オランダ選手権U-23 2位
2011–2012
スーパープレスティージュU–23
Bollekescross 優勝
 ヨーロッパ選手権U-23 2位
GvAトロフェーUnder–23
Grand Prix Sven Nys 2位
UCIシクロクロスワールドカップU–23
Cyklokros Tábor 3位
2012–2013
 世界選手権U-23 優勝
 ヨーロッパ選手権U-23 優勝
スーパープレスティージュU–23
Cyclo-cross Ruddervoorde 優勝
en:Superprestige Diegem 優勝
UCIシクロクロスワールドカップU–23
Cyklokros Tábor 優勝
Memorial Romano Scotti 2位
2013–2014
スーパープレスティージュU–23
Cyclo-cross Zonhoven 優勝
Nacht van Woerden 2位